# Кремлинг
Кремлинг (на английски: Kremmling) е град в окръг Гранд, щата Колорадо, САЩ. Кремлинг е с население от 1578 жители (2000) и обща площ от 3,4 km². Намира се на 2229 m надморска височина. ЗИП кодът му е 80459, а телефонният му код е 970.